# マニラの戦い (1570年)
1570年のマニラの戦い（マニラのたたかい、英語: Battle of Manila）は1570年5月24日にマニラで戦われた、マルティン・デ・ゴイティ率いるスペイン軍とスライマーン3世率いる現地フィリピン軍の間の戦い。ゴイティが勝利した結果、マニラはフィリピン植民地の首都になった。

## 背景
スペインはポルトガルが独占していた香辛料貿易に風穴をあけるために、1560年代後半、スペイン人とメキシコ先住民の兵士を従えたミゲル・ロペス・デ・レガスピをメキシコからフィリピンへ派遣した。フィリピンでは1405年にスールー諸島、1520年にミンダナオ島でイスラム王朝が建国されており、ルソン島の都市国家の首長の多くもイスラム教に改宗していた。レガスピ上陸時のルソン島、ビサヤ諸島の総人口は100万人から150万人だったが人口密度は低かった。
ポルトガルはオスマン帝国の同盟国であった東アフリカのアダル・スルタン国、南アジアのデリー・スルターン朝、東南アジアのマラッカ・スルタン国と交戦をしており、強大なオスマン帝国と同盟関係にあったイスラム王朝とキリスト教国は対立関係にあった。
スペインは、8世紀以降、ウマイヤ朝カリフの下でイスラム教徒に侵略されていたスペインを再征服し、再びキリスト教化するための700年にわたる戦争を終えたばかりだった。奪われた領土の奪還の過程は、レコンキスタとして知られている。かつてスペインを侵略したイスラム教徒に対するスペイン人の憎悪もあり、イスラム教化されつつあったフィリピン諸島でのスペイン人の活動は新たな火種となった。

## 経過
ミゲル・ロペス・デ・レガスピはポルトガル海賊によりセブ、ついでイロイロから追い出されたのち、スペイン植民地の首都に適した町を探していた。1570年、マルティン・デ・ゴイティとフアン・デ・サルセードが食料不足に悩まされていたある日、2人はルソン島にスルタン国を見つかり、その利用価値に着目した。カヴィテで上陸したデ・コイティは平和裏に支配しようとして、そのスルタン国マニラ王国に使者を送った。王国のスルタンスライマーン3世は友好条約を締結したが、結局相互不信により宣戦布告した。その結果、デ・ゴイティは1570年6月にマニラを攻撃した。激しい戦闘の後、スライマーン3世は破れて山に逃げたが、スペイン人が去るのを見るやすぐに戻った。

## その後
1571年、レガスピはスペイン人280人と現地人600人の全軍を率いて上陸した。数万人のムスリム民兵の抵抗を打ち破ってマニラを占領し、同地に居留地を築いた。5月19日、レガスピはマニラ植民地に「市」の称号を与え、1572年6月19日に正式に裁可された。このとき、マニラ市の人口は250人程度であった。
パンパンガ族はなおもスペインに抵抗したが、バンクセイ海峡の戦いで大敗、首領のタリック・スライマーンが戦死した。その後、抵抗は終息へ向かった。
ビサヤ地方のバランガイ(パナイ、ボホール、セブ)はスペインに征服されることはなかったが、協定、平和条約、相互同盟によってスペインの勢力圏に組み込まれていった。
スペイン帝国に従属する道を選んだビサヤ、ルソン、ミンダナオのバランガイの領主、王族、ラジャナート、マギノー等の支配階級は、スペイン領フィリピンの世襲貴族であるプリンキパリアとなり、納税を免除され投票権を持ち（貴族にだけ認められる）ドンまたはドニャの称号で呼ばれることを許された。プリンキパリアは各地域の首長、判事、知事であるゴベルナドルシーリョ等の任期2年の役職を歴任するようになり、スペイン帝国の一端を担っていく。